# The Evil Within 2
The Evil Within 2, conegut al Japó com PsychoBreak 2 (サイコブレイク2, Saiko Bureiku 2), és un joc survival horror creat per Tango Gameworks, produït per Shinji Mikami i publicat per Bethesda Softworks. És la seqüela de The Evil Within.

## Resum

### Capítol 1
Han passat 3 anys des de les aventures de Beacon Mentical Hospital. El protagonista Sebastian ha deixat la policia buscant informació sobre el mobius i després de recordar la mort de la seva filla Lily, es topa amb els antics companys de Kidman on revela que Lily és viva i necessita la seva ajuda, a Sebastian li costa creure-la i per això es veu obligada a agafar-lo per la força. Kidman porta Sebastian a un lloc per entrar a STEM, Kidman revela que Lily donava senyals però després es va aturar, de manera que van enviar agents mobius per solucionar la situació, però van perdre la comunicació. L'administrador permet a Sebastian entrar a STEM. Sebastian recorda el passat de quan ell era al Beacon i quan Myra, la dona, va deixar el seu marit per buscar a Lily, llavors ella arriba a un lloc on es troba dins serà la caixa forta i entrarà cap a la STEM.

### Capítol 2
Sebastian recorda quan ell i la seva família vivien junts. En l'actualitat, Sebastian va entrar a la STEM immediatament explora el lloc trobant un dels agents de Mobius o Baker mort, explorant en Sebastian testimonis d'un home misteriós que mata una persona i després li fa una foto. Explorant la zona de nou, el misteriós home els fa una foto posant Sebastian davant d'un monstre amb caps, Sebastian no pot fer altra cosa que escapar i aconsegueix escapar i després d'això parla amb Kidman per ràdio revelant l'home misteriós. Sebastian continua trobant una pistola matant un zombi amb la confirmació que això és com el Beacon. Al carrer veu que dos dels Mobius són devorats mentre l’altre es refugia a la casa, Sebastian mata silenciosament als zombis que entren a casa parlant amb un noi anomenat Liam O'Neal. Aquest últim dona a Sebastià una ràdio quan sent la veu d’una nena i va a buscar agents de Mobius.

### Capítol 3
Sebastian surt de l'edifici un cop surt alguns trossos de terra penjats a la zona. En aquest punt, Sebastian explora la ciutat trobant municions d'armes i trobant agents de Mobius morts assassinats pel tipus misteriós anomenat Stefano Valentini, aquest pren una foto de Sebastian. Aquest últim torna a la base i li informa a O'neal sobre els agents i que és correcte, ja que volien matar a tothom dins del STEM. Després d'això, Sebastian utilitza la ràdio per arribar a un edifici veient que Lily s'ha escapat de la seva bombala, Sebastian continua buscant-la. Durant la batalla contra els zombis més forts els derrota continuant la seva investigació, arribant a un magatzem on entra però Stefano Valentini el va precedir i captura Lily. Sebastian enutja desafiament a Stefano enfrontant-lo contra monstres, un cop eliminats, Sebastian explica que O'Neal revela tot el que va passar, mentre que O'Neal revela que sap on és Stefano en un ajuntament suspès i li explica com arribar-hi, donant també li una màscara antigas.

## Personatges
- Sebastian Castellanos: 41 anys. El protagonista del joc, després dels esdeveniments del Beacon, abandona el departament per buscar Mobius, l'organització secreta que inventa la màquina STEM, sense trobar cap rastre. En un bar, durant un dels seus malsons recurrents, es desperta per trobar el seu vell company Juli Kidman, que li ofereix la possibilitat de salvar la seva filla que es creia que va morir en un incendi uns anys abans. Resulta que el foc només era una manera de segrestar la filla de Sebastian, incorporant-la com a subjecte central, que és la ment "base" de tot el sistema STEM. Sebastian és segrestat per Kidman i convençut de tornar a entrar a STEM per salvar Lily.
- Lily Castellanos: 10 anys. La filla del detectiu, va ser segrestada per Mobius que l'utilitza com a nucli per a un nou sistema STEM sent un nen amb una ànima suau i serena.
- Myra: 39 anys. Ala dona de Sebastian, des que va deixar el seu marit, s'ha unit a Mobius per mantenir el contacte amb la seva filla. Després d’entendre les intencions de Mobius, va idear un pla per alliberar Lily i destruir l’organització. L'entrada al STEM crea una altra part monstruosa de la seva intenció de protegir Lily, en ser derrotada es sacrifica com un nou nucli que permet al detectiu escapar amb la seva filla, posant en pràctica el seu pla.
- Stefano Valentini: 32 anys. Un fotògraf que va entrar al STEM. Psicòpata, sàdic i amb formes refinades, mata les seves víctimes d'una manera truculenta i, mentre les mata, fa fotos que defineix "obres d'art". Guanyant cada vegada més poder, segresta a Lily i vol utilitzar-la per augmentar encara més els seus vasts poders sobre Union. Morirà assassinat per Sebastià al teatre Union.
- Pare Theodore Wallace: 49 anys. Al principi formava part del pla de Myra, però la seva estada a STEM el fa perillós, psicopàtic, donant lloc a poders dins de la màquina, creant una secta de seguidors, no, amb el propòsit de segrestar Lily per utilitzar el seu poder. Suborn a Liam O'Neal i utilitza els records de Sebastian per aclaparar-lo, però finalment és derrotat per Sebastian i assassinat per Myra.
- Juli Kidman: 30 anys. un agent de Mobius que va aparèixer al primer capítol, forma part de l'equip creat per Myra per destruir Mobius i ajuda Sebastian mantenint-se en contacte amb ell i proporcionant-li la informació que necessita. Quan Sebastian rescata a Lily, se li encarrega matar el detectiu, però, rebutjant-la, mata a alguns soldats de Mobius i escapa a la sala STEM per completar la tasca que Myra li ha assignat i treure Sebastian i Lily del cotxe.
- Administrador: és el cap de Mobius, dissenya la ciutat d'Union volent crear un món totalment dominat per l'organització sense disparitat, sense guerres i sense dolor. Finalment, mor del xip al cervell de tots els membres de Mobius desencadenat per Myra.
- Liam O'Neal: 31 anys. L'entrenador de l'equip enviat a Union, ajuda Sebastian en la seva investigació. Més tard, el pare Theodore el corromp i intenta matar Sebastian, però no és assassinat abans que entengui els seus sentits i reveli com fer un seguiment de Theodore.
- William Baker: 39 anys. El capità de l'equip enviat a Union. Mort per Stefano Valentini
- Yukiko Hoffman: 32 anys El psicòleg de l'equip, ajuda a Sebastian i repara l'emissor de camp estable per permetre'ls creuar la fortalesa de Theodore. Durant l'emboscada, mor coberta de flames per haver estat caçada per alguns monstres.
- Julian Sykes: 30 anys. Un soldat de l'esquadra enviat a Union. Sebastià l’ha salvat d’una horda d’esperits i proporcionarà al protagonista recursos addicionals. Intenta escapar de STEM amb l'ajut de Sebastian, però mai no sabràs si va tenir èxit o no.
- Miles Harrison: 37 anys. Un soldat de l'equip enviat a Union.
- Esmeralda Torres: soldada de Mobius, Sebastian l'ajuda a arribar a la seva base, i després mor per salvar-lo. És la persona que va segrestar la Lily per portar-la al Mobius, però, culpable, s’unirà a Myra per salvar-la.